# كأس أوكرانيا 2014–15
كأس أوكرانيا 2014–15 (بالأوكرانية: Кубок України з футболу 2014—2015)‏ هو الموسم 24 من  كأس أوكرانيا. أقيم خلال الفترة 6 أغسطس 2014 وحتى 4 يونيو 2015، وأشرف على تنظيمه اتحاد أوكرانيا لكرة القدم، وكان عدد الأندية المشاركة فيه  39، وفاز فيه دينامو كييف.